# SmartPLS
SmartPLS はドイツの構造方程式モデリングソフトウェアである。グラフィカルユーザインタフェースでPLSパスモデルを作ることが出来る。Javaのプラットフォームで作られているので Windowsや Mac上で動作する。